# Kunstnernes Påskeudstilling
Kunstnernes Påskeudstilling, forkortet KP, er en censureret kunstudstilling, der siden 1947 årligt har været afholdt i Aarhus. 
Sideløbende med KP, findes også Kunstnernes Efterårsudstilling, forkortet KE siden 1915 i København, og Kunstnernes Sommerudstilling siden 1973 årligt i Tistrup ved Varde.